# 深江章喜
深江 章喜（ふかえ しょうき、1928年1月14日 - 2015年11月1日）は、日本の俳優。本名及び旧芸名は深江 和久。
東京府（現・東京都）出身。石原プロモーション、グループ71に所属していた。
俳優の深江卓次は息子。

## 来歴・人物
戦時中は海軍特別年少兵として空母信濃に乗り込み、九死に一生を得る。
舞台活動を経て、1954年、映画製作を再開して間もない日活に入社。当初は端役が多かったが、アクション映画の台頭と共に頭角を表し、小林旭の『渡り鳥』シリーズをはじめ数々の作品でギャングなどの悪役を演じた。
1971年に日活を退社し、東映を中心に各社の映画に出演する一方、テレビドラマにも本格的に進出。日活映画での凄味のある悪役とは対照的に、子供向けドラマなどではコミカルな役も演じて持ち味を発揮した。
2015年11月1日都内の病院で心不全のため死去。87歳没。

## 出演

### 映画
- 俺の拳銃は素早い（1954年、日活）
- 銀座二十四帖（1955年、日活）
- ビルマの竪琴（1956年、日活）
- 太陽の季節（1956年、日活）
- 地底の歌（1956年、日活） - 一郎
- 月蝕（1956年、日活） - バンドの本多
- 海の野郎ども（1957年、日活） - 菊浦の乾分D
- 鷲と鷹（1957年、日活）
- 俺は待ってるぜ（1957年、日活） - 柴田の乾分E
- 嵐を呼ぶ男（1957年、日活）
- 夜の牙（1958年、日活） - 乾分D
- 未練の波止場 (1958年)
- 夜霧の第二国道（1958年、日活）
- 錆びたナイフ（1958年、日活） - 乾分A
- 明日は明日の風が吹く（1958年、日活） - 難波田の乾分A
- 霧の中の男（1958年、日活）
- 踏みはずした春（1958年、日活）
- 風速40米（1958年、日活） - 石井
- 夜の狼（1958年、日活） - 八木直人
- 嵐の中を突っ走れ（1958年、日活） - 助川組の五郎
- 紅の翼（1958年、日活） - 新聞記者E
- 今日に生きる（1959年、日活） - 三木
- 男が爆発する（1959年、日活） - 殺し屋
- 山と谷と雲（1959年、日活） - 鈴木
- 世界を賭ける恋（1959年、日活） - 原田
- 網走番外地（1959年、日活）
- 俺は挑戦する（1959年、日活）
- 二連銃の鉄（1959年、日活）
- 爆薬に火をつけろ（1959年、日活）
- ゆがんだ月（1959年、日活） - 岡山刑事
- 男なら夢をみろ（1959年、日活） - 古川
- 清水の暴れん坊（1959年、日活） - テキサスのバーテン
- 大学の暴れん坊 (1959年)
- 天と地を賭ける男（1959年、日活）
- 男が命を賭ける時（1959年、日活） - 川崎
- 鉄火場の風（1960年、日活）
- やくざの詩（1960年、日活）
- 青年の樹（1960年、日活）
- 海を渡る波止場の風（1960年、日活）
- 赤い夕陽の渡り鳥（1960年、日活）
- 霧笛が俺を呼んでいる（1960年、日活）
- 打倒ノック・ダウン（1960年、日活）
- 海の情事に賭けろ（1960年）
- 都会の空の用心棒（1960年、日活）
- 波濤を越える渡り鳥（1961年、日活）
- ろくでなし稼業（1961年、日活）
- 太陽、海を染めるとき（1961年、日活）
- 高原児（1961年、日活）
- あいつと私（1961年、日活）
- 大森林に向かって立つ（1961年、日活）
- 黒い傷あとのブルース（1961年、日活）
- 北帰行より 渡り鳥北へ帰る（1962年、日活）
- 激流に生きる男（1962年、日活）
- さすらい（1962年、日活）
- 銀座の恋の物語（1962年、日活）
- 借別の歌（1962年、日活）
- 遥かなる国の歌（1962年、日活）
- 地獄の夜は真紅だぜ（1962年、日活）
- 望郷の海（1962年、日活）
- 俺の背中に陽が当る（1963年、日活）
- 夜霧のブルース（1963年、日活）
- 風が呼んでる旋風児　銀座無頼帖（1963年、日活）
- 夕陽の丘（1964年、日活）
- 鉄火場破り（1964年、日活）
- さすらいの賭博師（1964年、日活）
- 黒い海峡 (1964年)
- 投げたダイスが明日を呼ぶ（1965年、日活）
- 青春の裁き（1965年、日活）
- 秩父水滸伝 必殺剣（1965年）
- 真紅な海が呼んでるぜ（1965年、日活）
- 赤い谷間の決斗（1965年）
- 二人の世界（1966年、日活）
- 夜霧の慕情（1966年　日活）
- 帰らざる波止場（1966年　日活）
- 栄光への挑戦（1966年）
- 嵐を呼ぶ男（1966年、日活）
- 拳銃は俺のパスポート（1967年、日活）
- 夜霧よ今夜も有難う（1967年、日活）
- 燃える雲（1967年、日活）
- みな殺しの拳銃（1967年、日活）
- 血斗（1967年、日活）
- 東京市街戦（1967年、日活）
- 関東も広うござんす（1967年、日活）
- 関東刑務所帰り（1967年、日活）
- 君は恋人（1967年、日活)
- 紅の流れ星（1967年、日活)
- 七人の野獣（1967年、日活）
- 七人の野獣 血の宣言 (1967年」、日活)
- 無頼 人斬り五郎（1968年、日活）
- 無頼より 大幹部（1968年、日活）
- 大幹部 無頼（1968年、日活）
- 無頼 黒匕首（1968年、日活）
- 昇り竜 鉄火肌（1969年、日活）
- 地獄の破門状（1969年、日活）
- 前科 ドス嵐（1969年、日活）
- 大幹部 殴り込み（1969年、日活）
- やくざ番外地（1969年、日活）
- 喧嘩博徒 地獄の花道（1969年、日活）
- 鉄火場慕情 (1970年、日活）
- いちどは行きたい女風呂 (1970年、日活）
- 土忍記 風の天狗 (1970年、日活）
- 反逆のメロディー（1970年、日活）
- ネオン警察 ジャックの刺青（1970年、ダイニチ映配）
- 新宿アウトロー ぶっ飛ばせ（1970年、ダイニチ映配）
- 関東幹部会（1971年、日活）
- 暴力団・乗り込み（1971年）
- 戦争と人間 第二部 愛と悲しみの山河（1971年、日活）
- 不良少女 魔子（1971年、日活）
- さらば掟（1971年）
- ポルノの帝王（1971年、東映）
- 不良番長 のら犬機動隊（1972年、東映）
- 座頭市御用旅（1972年、東宝）
- 剣と花（1972年、松竹）
- 影狩り（1972年、東宝）
- 影狩り ほえろ大砲（1972年、東宝）
- 反逆の報酬（1973年、東宝 / 石原プロ）
- ゴキブリ刑事（1973年、東宝）
- ポルノ時代劇 忘八武士道（1973年、東映）
- やくざと抗争 実録安藤組（1973年、東映）
- 実録安藤組 襲撃篇（1973年、東映）
- 安藤組外伝 人斬り舎弟(1974年、東映)
- ピラニア軍団 ダボシャツの天（1977年、東映）
- 仁義と抗争（1977年、東映）
- 沖縄10年戦争（1978年、東映）
- 水戸黄門（1978年、東映 / 俳優座映画放送）
- 純（1980年、東映セントラルフィルム）
- とりたての輝き（1981年、東映セントラルフィルム）
- 女猫（1983年、にっかつ）
- 玄海つれづれ節（1988年、東映）
- OKITE やくざの詩（2003年、東映ビデオ）

### テレビドラマ

#### レギュラー出演
- 志都という女（1967年、TBS / 日活）
- 花と竜（1970年、NET）
- 俺は透明人間!（1970年、CX / ピープロ） - 三上健次
- 大江戸捜査網 第1シリーズ、第1話～第17話迄（1970年 - 1971年、12ch / 日活） - 島田又五郎（北町奉行所定町廻り同心）
- 青空浪人（1971年、NTV / ユニオン映画） - 笠間
- だから大好き!（1972年、NTV / ユニオン映画） - ゴーモン長官
- ぶらり信兵衛 道場破り（1973年 - 1974年、CX / 東映） - 以三親分
- 編笠十兵衛（1974年、CX / 東映）  - 井田八郎
- スーパーロボット マッハバロン（1974年、NTV / 日本現代企画） - 花倉刑事
- 少年探偵団（1975年 - 1976年、NTV / 日本現代企画） - 中村警部
- 十手無用 九丁堀事件帖（1975年 - 1976年、NTV / 東映） - 秋山久蔵
- 桃太郎侍（1976 - 1981年、NTV / 東映） - 仁兵ヱ
- 江戸を斬るIII（1977年、TBS / C.A.L） - 池田孫六
- 小さなスーパーマン ガンバロン（1977年、NTV / 創英舎） - 磯間署長
- がんばれ!レッドビッキーズ（1978年、ANB / 東映） - 長山茂造
- それゆけ!レッドビッキーズ（1980年、ANB / 東映） - 星野団兵衛
- 想い出づくり。（1981年、TBS） - マスター
- 新・松平右近（1983年、NTV / ユニオン映画） - 丈八親分
- ポーラテレビ小説 / おゆう（1983年、TBS）
- 陽暉楼（1984年、TBS）

#### ゲスト・単発出演
- 三匹の侍（CX）
  - 第4シリーズ 第25話「闘い / 風の章」（1967年） - 筧左内
  - 新三匹の侍 第1話「男が男が抜いた時」（1970年） - 五郎蔵
- 銭形平次（CX / 東映）
  - 第175話「月夜に消えた娘」（1969年） - 亮吉
  - 第190話「二度目の獄門台」（1969年） - かまいたちの仙八
  - 第205話「捕物供養」（1970年） - 源左
  - 第373話「昨日の風が後を追う」（1973年） - 明鴉の紋三郎
  - 第403話「八五郎病中記」（1974年） - 五島玄道
  - 第848話「自慢にならぬ初手柄」（1983年） - 宋右ヱ門
- 東京バイパス指令 第14話「謀殺」（1969年、NTV / 東宝）
- 無用ノ介 第10話「無用ノ介 かまいたちの異造を追う」（1969年、NTV / 国際放映） - かまいたちの異造
- ゴールドアイ 第16話「破壊工作員」（1970年、NTV / 東映） - 堀田
- キイハンター（TBS / 東映）
  - 第95話「俺は世界の賞金稼ぎ」（1970年）
  - 第103話「ダイヤルMに呼ばれた男」（1970年）
  - 第107話「太陽と緑の国に大追跡」（1970年）
  - 第116話「秘密飛行機強奪作戦」（1970年）
  - 第131話「サイコロGメン命預けます」（1970年）
  - 第138話「早射ち狙撃銃ワルサーKKM」（1970年） - 草鹿
  - 第161話「荒野の列車 大襲撃作戦」、第162話「蒸気機関車 大渓谷の決戦」（1971年） - リコ（国際テロリスト）
  - 第198話「頑張れ! 小便小僧危機一発」（1972年）
  - 第205話「秘密指令 死体を交換せよ!」（1972年）
  - 第257話「サイコロGメン 生首千両箱」（1973年）
- 大岡越前（TBS / C.A.L）
  - 第1部 第13話「恐怖の影」（1970年6月8日） - 久蔵
  - 第2部 第7話「燃える牢獄」（1971年6月28日） - 伝蔵
  - 第6部（1982年）
    - 第13話「情けが仇の蕎麦がき代」 - 富蔵
    - 第19話「釣り忍の女」 - 丹兵衛

  - 第7部 第4話「義賊あざみ小僧」（1983年5月16日） - 六造
  - 第8部 第8話「美女を餌食の悪徳仁術」（1984年9月10日） - 待田清庵
  - 第9部 第21話「盗賊を強請った男」（1986年3月17日） - 蝮の岩五郎
  - 第10部 第26話「辻斬り三葉葵の陰謀」・第27話「将軍吉宗暗殺計画」（1988年8月29日・9月5日） - 駒形の宇兵衛
  - 第11部 第10話「相合傘の出逢い」（1990年6月25日） - 唐草留五郎
  - 第13部 第6話「泣き笑い恋の鞘当て」（1992年12月21日） - 荒神の又蔵
  - 第14部 第22話「母ふたり情けのお白洲」（1996年11月18日） - 般若の滝蔵
- 水戸黄門（TBS / C.A.L）
  - 第2部
    - 第3話「暁の乱斗 -福島-」（1970年10月12日）
    - 第27話「密命おびて -萩-」（1971年3月29日） - 黒沼剛之助

  - 第4部（1973年）
    - 第6話「越後血風録 -高田-」 - 坂田源太夫
    - 第12話「なまはげ様のお通りだ! -秋田-」 - 目付銀
    - 第30話「御用金強奪事件 -白河-」 - 溝呂木一作

  - 第5部 第23話「野望の代償 -唐津-」（1974年9月9日） - 戸部参次郎
  - 第6部
    - 第12話「宍道湖慕情 ‐松江-」（1975年6月16日） - 橋本太兵衛
    - 第25話「暴れん坊の恋 -甲府-」（1975年9月15日） - 平塚岡右衛門

  - 第7部 第2話「姫君はにせ者 -福島-」（1976年5月31日） - 鬼塚大八
  - 第8部
    - 第20話「虚無僧の密書 -洲本-」（1977年11月28日） - 甚内
    - 第29話「妖雲晴れた桜島 -鹿児島-」 （1978年1月30日） - 加世田孫六

  - 第9部 第14話「鈴に秘めた愛 -高田-」（1978年11月6日） - 岩崎半十郎
  - 第11部 第9話「隠密津軽凧 -弘前-」（1980年10月13日） - 堀田源九郎
  - 第14部（1984年）
    - 第23話「決意を秘めた孤独の剣 -高田-」 - 柴原刀斉
    - 第30話「凄絶! 忍者砦の決闘 -名張-」 - 楯岡四郎太夫

  - 第15部 第31話「瞼の父は用心棒 -諏訪-」（1985年8月26日） - 勝造
  - 第16部
    - 第2話「闇に仕掛けた皆殺しの罠 -府中-」（1986年5月5日） - 番場の勘蔵
    - 第15話「娘が消えた縮緬の里 -宮津-」（1986年8月4日） - 丹波屋唐造
    - 第39話「旅遥か恋の船唄 -水戸-」（1987年1月19日） - 鹿島屋万蔵

  - 第17部 第7話「お嬢様は女盗賊 -津-」（1987年10月12日） - 雲風の三蔵
  - 第19部 第16話「鬼が巣喰う金の山 -佐渡-」（1990年1月15日） - 羽木の権三
  - 第20部（1991年）
    - 第10話「悪を裁いた仇討ち芝居 -姫路-」 - 海神の伝造
    - 第23話「お助け母さんひえつき節 -宮崎-」 - 鬼塚の島蔵
    - 第32話「誘拐された御老公 -福井-」  - 荒波砂造
    - 第45話「娘馬子仇討ち悲願 -福島-」 - はぐれ鳥の武助

  - 第21部（1992年）
    - 第8話「河豚に当った黄門様 -長府-」 - 般若の甚五郎
    - 第28話「黄門一家は用心棒 -諏訪-」 - 八岳の大吉

  - 第22部（1993年）
    - 第3話「天下の嶮の幽霊騒動 -箱根-」 - 赤松屋寅五郎
    - 第31話「弥七は夫の敵! -新発田-」 - 潮の仙造

  - 第23部 第4話「助さん格さん用心棒 -安中-」（1994年8月22日） - 赤松屋
  - かげろう忍法帖 第6話「百花繚乱夢芝居 -大聖寺-」（1995年6月26日） - 閻魔の唐蔵
  - 第24部 第5話「母と名乗れぬ女の涙 -桑名-」（1995年10月16日） - 牛頭の滝蔵
  - 第29部 第20話「岸壁に祈る母-柏崎-」（2001年8月13） - 五郎八
  - 第36部 第12話「母と呼ばせた大相撲 -出雲-」（2006年10月23日） - 片山内膳
- さむらい飛脚 第1話「鬼の走る道」（1971年、NET / 東映）
- 特別機動捜査隊（1971年、NET / 東映）
  - 第501話「勝負」 - 赤羽根
  - 第514話「三船刑事を殺せ」 - 加藤
  - 第526話「ある男と女」 - 田代
- 清水次郎長 第22話「花一輪 渡世の女」（1971年、CX / 東映） - 風祭彦十
- おらんだ左近事件帖 第12話「闇に飛ぶ火矢」（1971年、CX / 東宝） - 相良玄蕃
- 木枯し紋次郎 第1部 第7話「六地蔵の影を斬る」（1972年、CX / C.A.L） - 鶴吉
- 弥次喜多隠密道中 第23話「鳴門の小判鮫(阿波徳島)」 (1972年、NTV / 歌舞伎座テレビ室)　- 鳳嘉平太
- 荒野の素浪人 第1シリーズ（NET / 三船プロ）
  - 第28話「怒濤 若狭峠の黒い罠」（1972年）
  - 第45話「死闘 傷だらけの駒木峠」（1972年） - 矢吹伊十郎
  - 第56話「必殺 黒馬谷の対決」（1973年） - 塚原源吾
- 太陽にほえろ! （NTV / 東宝）
  - 第4話「プールサイドに黒いバラ」（1972年） - 南栄造
  - 第56話「その灯を消すな!」（1973年） - 梶田
  - 第79話「鶴が飛んだ日」（1974年） - 中尾
  - 第353話「ラスト・チャンス」（1979年） - 篠田社長
  - 第574話「冒険の海」（1983年） - 杉浦社長
  - 第597話「戦士よさらばボギー最後の日」、第598話「戦士よ眠れ・新たなる闘い」（1984年） - 早見周造
- 二人の素浪人 第1話「砂金が呼ぶ野良犬殺法」（1972年、CX / 東映） - 不知火源内
- 忍法かげろう斬り 第25話「旗本奴と素浪人1972年、KTV / 東映） - 菅沼伊織
- プレイガールシリーズ（12ch / 東映） 
  - プレイガール
    - 第194話「荒野の女七人」（1972年） - 中原譲次
    - 第195話「聖しこの夜の暗殺者」（1972年） - やくざ※特別出演
    - 第203話「女番長対プレイガール」（1973年） - 佐東※特別出演
    - 第206話「銀嶺は復讐の血で燃えた」（1973年） - 板谷
    - 第217話「女は裸になって強くなる」（1973年）　- 山脇
    - 第260話「劇画風・殺しの合図は銀の鈴」（1974年）　- 浅木五郎

  - プレイガールQ
    - 第31話「札束と女とギャング」（1975年5月5日） - 柴崎康一
    - 第32話「女は裸で虚々実々」（1975年5月12日） - 本堂
    - 第39話「天使は裸で勝負する」（1975年6月30日） - 名取信造
    - 第41話「放送300回記念・東京エマニエル夫人」 - クラブ・エマニエルの客(友情出演、ノンクレジット)
    - 第42話「温泉脱ぎ脱ぎ作戦」（1975年8月18日） - 津田、特別出演
    - 第43話「ハイティーン裸の暴走」（1975年8月25日） - 沢井
- 大江戸捜査網（12ch→TX / 日活 / 三船プロ→G・カンパニー）
  - 第39話「傷だらけの愛情」（1971年） - 利助
  - 第110話「幻の岡っ引き」（1973年） - 戸田
  - 第153話「花嫁暗殺計画」（1974年） - 玄蕃
  - 第189話「囚人護送の罠」（1975年） - 桑原典膳
  - 第198話「地下に眠る美女」（1975年） - 赤澤孫太夫
  - 第234話「美女群盗伝」（1976年） - 稲葉源四郎
  - 第238話「万引姫大奮戦」（1976年） - 田所備前
  - 第344話「姉妹芸者涙の仇討ち」（1978年） - 宮川
  - 第438話「女三味線わかれ唄」（1980年） - 安田周之助
  - 第458話「十手に賭けた同心魂」（1980年） - 高貫大膳
  - 第491話「銃口に立ち向かう男」（1981年） - まむしの源兵衛
  - 第562話「おんな武士道 赤い暗殺網」（1982年） - 荒川将監
  - 第603話「泣くな妹よ! 岡っ引行進曲」（1983年） - 佐渡屋松蔵
  - 第613話「一番手柄! 涙の母恋唄」（1983年） - 勝蔵
  - 第626話「女の決闘! くの一美女変化」（1983年） - 榊原木堂
  - 第640話「隠密同心暁に去る」（1984年） - 津島大膳
  - 平成版 第2シリーズ 第14話「じゃじゃ馬勘当娘 涙の恩返し」（1992年） - 木曽屋喜兵衛
- アイフル大作戦 第1話「特訓開始! 美女の殺し方」（1973年、TBS / 東映） - 権藤
- 荒野の用心棒（1973年、NET / 三船プロ）
  - 第2話「魔の国境いに砂塵が舞って…」 - 永井源三郎
  - 第16話「烈風輸送隊に白馬が嘶いて…」 - 虎吉
  - 第31話「女怨み唄 地の果てに流れ…」 - 鬼夜叉
- 非情のライセンス（NET / 東映）
  - 第1シリーズ
    - 第16話「兇悪の湖」（1973年） - 辻隆介
    - 第52話「兇悪」（1974年） - 田丸社長

  - 第2シリーズ
    - 第46話「兇悪の閃光」（1975年） - 矢崎徹
    - 第85話「兇悪の刑事」（1976年） - 末長
    - 第121話「強姦」（1977年） - 倉岡昇
- 遠山の金さん捕物帳 第163話「幼なじみを愛した女」（1973年、NET / 東映） - 石田甚四郎
- 子連れ狼（NTV / ユニオン映画）
  - 第1部 第22話「渡り徒士」（1973年） - 赤間源十郎
  - 第2部 第2話「黒南風」（1974年） - 市毛一平太
  - 第3部 第2話「お乳母日傘」（1976年） - 次郎吉
- 江戸を斬る（TBS / C.A.L）
  - 江戸を斬る 梓右近隠密帳 第11話「小坊主剣客」（1973年） - 堀源太左衛門
  - 江戸を斬るII 第25話「狙われた遠山桜」（1976年） - 金原十次郎
  - 江戸を斬るV 第2話「娘軽業決死の仇討」（1980年） - 五郎蔵
  - 江戸を斬るVI 第3話「消えた怪盗土蜘蛛十蔵」（1981年） - 恭蔵
  - 江戸を斬るVII 第28話「過去を秘めた女」（1987年） - 大熊屋熊造
  - 江戸を斬るVIII 第5話「意外な目撃者」（1994年） - 鳴滝の荒蔵
- ご存知遠山の金さん（NET / 東映）
  - 第9話「狂った世直し」(1973年） - 中野主膳
  - 第35話「桜吹雪が二人いた」（1974年)
  - 第51話「天馬のいななき」（1974年) - 伊丹屋
- 旗本退屈男 第15話「悪夜の煙り」（1974年、NET / 東映）
- いただき勘兵衛 旅を行く 第23話「どちらを向いても敵だとさ」（1974年、NET / 東映） - 奥村彦右ヱ門
- 右門捕物帖 （1974年、NET / 東映）
  - 第3話「島帰り」 - 岩瀬
  - 第39話「黄金の墓」
- おしどり右京捕物車 第5話「蹄」（1974年、ABC / 松竹） - 雷
- ザ・ボディガード 第11話「残酷な女の部屋」（1974年、NET / 東映） - 栗林善三郎
- 八州犯科帳 第13話「貝に生きる女」（1974年、CX / C.A.L） - 篠塚源十郎
- 6羽のかもめ 第8話「大問題」（1974年、CX）
- 座頭市物語 第15話「めんない鴉の祭り唄」（1975年、CX / 勝プロ） - 浪人・犬上
- けんか安兵衛 第8話「遠い赤ちょうちん」（1975年、KTV）
- 剣と風と子守唄 第9話「やっこ武士道」（1975年、NTV / 三船プロ）
- 影同心シリーズ（MBS / 東映）
  - 影同心 第12話「花も恥じらう殺し節」（1975年） - 石川大学
  - 影同心II 第14話「女（秘）色地獄」（1976年） - 坂部弥左衛門
- 新宿警察 第2話「地下水道」（1975年、CX / 東映） - 酒田満
- 伝七捕物帳（NTV / ユニオン映画）
  - 第79話「愚かなり! ああ親ごころ」（1975年） - 鉄五郎
  - 第112話「執念の投げ十手」（1976年）- 馬喰町の辰造
- 大都会シリーズ（NTV / 石原プロ）
  - 大都会 闘いの日々 第3話「身がわり」（1976年） - 倉石隆之
  - 大都会 PARTIII（1979年）
    - 第18話「マフィア・ジャパン・スタイル」 - 神吉
    - 第40話「ドクター宗方の証言」 - 二階堂
- 必殺シリーズ（ABC / 松竹）
  - 必殺仕業人（1976年）
    - 第7話「あんたこの仇討どう思う」 - 聖天の政五郎
    - 第17話「あんたこの掠奪をどう思う」 - 乾敏元

  - 新・必殺からくり人 第7話「東海道五十三次殺し旅 荒井」（1977年） - 五味重四郎
  - 必殺からくり人・富嶽百景殺し旅 第11話「甲州三坂の水面」（1978年） - 塩沢伝十郎
  - 必殺仕事人III 第37話「芝居見物したかったのはせんとりつ」（1983年） - 銀次
- 徳川三国志 第19話「家光と春日局涙の別れ」（1976年、NET / 東映） - 新田彦次郎
- 隠し目付参上（1976年、MBS / 三船プロ）
  - 第4話「念には念を入れすぎたか」 - 坂崎主水
  - 第15話「長崎出島 泣くは異人か混血娘か」 - 本間
  - 第25話「斬られ役団九郎 男冥利の花道か」 - 村上頼母
- ベルサイユのトラック姐ちゃん（1976年、NET / 東映）
  - 第1話「ベルトラ姐ちゃん一番手柄」 - 青島
  - 第10話「どうして裸で誘拐するの?」 - 脇坂弁護士
- 遠山の金さん 第1シリーズ 第30話「暗闇の銃声を消せ!!」（1976年、NET / 東映）
- Gメンシリーズ（TBS / 東映→近藤照男プロ）
  - Gメン'75
    - 第67話「部長刑事暗殺」（1976年） - 港南署刑事課秋山主任
    - 第119話「アルコール漬けの小指」（1977年） - 城和興業組長
    - 第194話「銀嶺を行く網走脱獄囚」（1979年） - 大室

  - Gメン'82 第6話「サラ金に来た雨合羽の男」（1982年） - 捜査一課長
- 人形佐七捕物帳 （1977年、ANB / 東映）  - 駒形の寅蔵
  - 第5話「遺恨十年逆十手」
  - 第9話「冥土の恨み独楽」
- 祭ばやしが聞こえる 第13話、第14話（1977年、NTV）
- 華麗なる刑事 第28話「明日のない男」（1977年、CX / 東宝）
- 新幹線公安官 第1シリーズ 第9話「八枚の名刺を割れ!」（1977年、ANB / 東映） - 曽根
- 特捜最前線（ANB / 東映）
  - 第37話「犯罪都市・25時の慕情」（1977年） - 鶴田組長
  - 第59話「制服のテロリスト達!」（1978年）
  - 第140話「ハナコ・少女売春の街!」（1979年）
  - 第154話「オルフェの歌った演歌!」（1980年）
  - 第236話「深夜便の女!」（1981年）
  - 第261話「ニューナンブ38口径!」（1982年）
  - 第277話「橘警部逃亡!」（1982年）
  - 第450話「前略、神代課長様・天使からの告発状!」（1986年）
  - 第495話「女子大生就職内定殺人事件!」（1986年）
- 暴れん坊将軍（ANB / 東映）
  - 吉宗評判記 暴れん坊将軍
    - 第13話「嵐を呼んだ江戸土産」（1978年）- 大沢采女正
    - 第32話「日本一の勝名乗り」（1978年） - 有村彦兵衛
    - 第64話「槍を持つ手に一番纏」（1979年） - 赤垣重右衛門
    - 第86話「天下御免の大泥棒」（1979年） - 仙造
    - 第120話「竹姫様涙のお輿入れ」（1980年） - 人見駒太郎
    - 第171話「裏切り者に熱き涙を」（1981年） - 稲葉但馬守

  - 暴れん坊将軍II
    - 第33話「翔べ! 明日に門出の茶の香り」（1983年） - 森川隼人正
    - 第44話「必殺! 顔のない男」（1983年） - 平河大炊頭
    - 第71話「疑惑を呼んだ小さな命!」（1984年） - 長岡越後守
    - 第87話「粋な合羽の似合う奴!」（1984年） - 細谷玄蕃
    - 第112話「新様まいる、おてふ恋日記」（1985年） - 米倉能登守
    - 第131話「夜空燃ゆ! 呪いのほうき星」（1985年） - 遠州屋忠兵衛
    - 第155話「永代橋に消えた恋!」（1986年） - 大槌屋忠兵衛

  - 暴れん坊将軍III
    - 第5話「新さん 江戸の風に舞う!」（1988年） - 沼田平五郎
    - 第39話「帰ってきた風小僧」（1988年） - 立花陣内
    - 第57話「左源太愛に死す!」（1989年） - 永坂主計頭
    - 第80話「おしゃれ殿様」（1989年） - 伊賀山主膳
    - 第94話「吉宗、初春の大江戸裁き!」（1990年） - 大杉屋市兵衛

  - 暴れん坊将軍IV
    - 第13話「血ぬられた折鶴」（1991年） - 有馬豊後
    - 第55話「鳩笛慕情! 姫君の供は将軍さま」（1992年） - 駒井豊後守

  - 暴れん坊将軍V
    - 第20話「悪人志願の娘」（1993年） - 石川佐渡守
    - 第41話「対決! みちのく恋風剣法」（1994年） - 神尾大膳

  - 暴れん坊将軍VI（1995年）
    - 第19話「五千両の恋泥棒!」 - 城所内蔵助
    - 第49話「人斬り子守唄」 - 佐竹頼母

  - 暴れん坊将軍VII 第5話「卯之吉の死神退治」（1996年） - 青山丹波守
- UFO大戦争 戦え! レッドタイガー 第8話「銀河から来た銀河」（1978年、12ch / 創英舎）
- 大追跡 第8話「必死の追走」（1978年、NTV / 東宝） - 工藤
- 疾風同心 第1話「謎を呼ぶ唐人剣」（1978年、12ch / C.A.L） - 早崎十次郎
- 若さま侍捕物帳 第17話「参上!!子ども鼠」（1978年　ANB / 国際放映 / 前進座）
- 大空港 第34話「復讐の大追撃! TOKYOコネクション1979」（1979年、CX / 松竹） - 麻薬捜査官・坂井
- 新・座頭市 第3シリーズ 第8話「大当たり めの一番」（1979年、CX / 勝プロ）- 勘十
- 鉄道公安官（ANB / 東映）
  - 第5話「駅弁さん、こんにちわ」（1979年） - 岩切
  - 第41話「山手線・傷だらけの男を追え!」（1980年） - 山形
- ザ・スーパーガール （1979年、12ch / 東映）
  - 第24話「人妻売春・女が泣いたレイプの罠」 - 殿村興業社長・殿村
  - 第39話「人妻売春 秘密クラブの黒い罠」 - 岸田
- 長七郎天下ご免!（ANB / 東映） 
  - 第6話「天晴れ! へぼ同心初手柄」（1979年） - 山田陽介
  - 第30話「なみだが笑った嫁御寮」（1980年） - 藤山丹後守
  - 第30話「笛に情けの花が散る」（1981年） - 柴田甲斐守
  - 第92話「命賭けます!忍び恋」（1981年） - 松浦肥前守
- 日本名作怪談劇場 第9話「怪談 牡丹燈籠」（1979年、12ch）- 借金取
- 同心部屋御用帳 新・江戸の旋風 第3話「悪女伝の女たち」（1980年、CX / 東宝） - 備前屋
- 江戸の牙 第18話「渡る世間の鬼を斬る」（1980年、ANB / 三船プロ） - 茂十
- 爆走! ドーベルマン刑事 第8話「消えた黒バイ!」（1980年、ANB / 東映）
- 雪姫隠密道中記 第13話「忍びの里の復讐鬼 -伊賀-」（1980年、MBS / S.H.P） - 香川甚太夫
- 西部警察シリーズ（ANB / 石原プロ）
  - 西部警察
    - 第63話「生きていた刑事魂」（1980年） - 野本岩男
    - 第98話「ショットガン・フォーメーション」（1981年） - 本庁刑事部長
    - 第109話、第110話「西部最前線の攻防（前編、後編）」（1981年） - 黒川

  - 西部警察 PART-II（1982年）
    - 第12話「10年目の疑惑」 - 安井良次
    - 第21話「甦れ! ドッグ・ファイター」 - 森下研造

  - 西部警察 PART-III 第48話「激追!! 地を走る3億ドル -大阪・神戸篇-」（1984年） - ジェームス勝田
- 柳生あばれ旅 第22話「娘忍者が燃えた -関-」（1981年、ANB / 東映） - 深草中将忠丸
- 闇を斬れ 第15話「金粉の若君登城」（1981年、KTV / 松竹）
- 影の軍団II 第10話「幽霊が残した赤い椿」（1981年、KTV / 東映） - 浪花屋茂平
- 時代劇スペシャル （CX）
  - 隠密くずれ（1981年）
  - 佐武と市捕物控「岡っ引無情」（1982年）- 若年寄
  - 清水次郎長「筑波おろし・義侠の仇討」（1983年）- 大川戸の重蔵
  - 秘境黄金谷の決闘（1983年）- 仁木蔵人
  - 暗殺指令（1984年）
  - 地獄の左門十手無頼帖 第4作「声を盗まれた娘」（1984年） - 芳太郎
- 意地悪ばあさん 第58話「天国と地獄の巻」（1982年、CX / テレパック） - エンマ大王
- ザ・ハングマンシリーズ（ABC / 松竹芸能）
  - ザ・ハングマンII 第1話「処刑人復活 裏で吊して表にさらせ」（1982年） - 島野船長
  - 新ハングマン 第7話「少女殺しをデッチ上げる成金と刑事」（1983年） - 笹島刑事部長（緑橋署）
  - ザ・ハングマン4 第12話「タイガーキャブの本拠が襲われる!」（1984年） - 高原茂雄（高原組組長）
  - ザ・ハングマンV 第5話「慰謝料四千万が離婚屋に狙われる!」（1986年） - 西岡常次（西岡組組長）
- 松平右近事件帳 （NTV / ユニオン映画）
  - 第15話「酔いどれ女と藪太郎」（1982年） - 疾風の吉蔵
  - 第42話「女賊 稲妻お松」（1983年） - 成瀬修理
  - 新・松平右近（1983年） - 丈八親分
- 弐十手物語 第9話「散歩する死者」（1984年、CX / 東映）
- 土曜ワイド劇場（ANB）
  - 西村京太郎トラベルミステリー 第5作「東北新幹線殺人事件 東京-仙台-盛岡"やまびこ27号"死体を乗せて東日本縦断!!」（1984年、東映）
  - 高橋英樹の船長シリーズ 第3作「超豪華フェリー殺人事件」（1990年、東映）
  - 尼さん探偵名推理 第5作「日光・川治温泉殺人事件!」（1994年、ABC / PDS） - 林誠太郎
- 木曜ゴールデンドラマ / 非行母娘の対決!!（1984年、YTV / 共同テレビジョン）
- 流れ星佐吉 第19話「幻の絵図面大騒動」（1984年、KTV / 松竹）
- 私鉄沿線97分署 第14話「照れないで! アベック捜査!?」（1985年、ANB / 国際放映）
- 月曜ドラマランド（CX）
  - ライパチくん（1985年）
  - おニャン子捕物帳 謎の村雨城（1987年）
- 特命刑事ザ・コップ 第3話「私刑の街に罠を張れ!」（1985年、ABC / テレキャスト）
- 長七郎江戸日記(NTV)
  - 第1シリーズ
    - 第74話「雨宿り」（1985年） - 黒蔵
    - 第100話「牛さんの縁談」（1986年） - 坂井蔵人

  - 第2シリーズ
    - 第16話「小鳥を愛した少年」（1988年） - 角五郎
    - 第56話「川開き、大輪の花」（1989年） - 香月摂津守

  - 第3シリーズ
    - 第23話「霊験あらたか」（1991年） - 菱屋茂兵衛
- 遠山の金さんII 第12話「冬の女絶唱・君死にたまうこと勿れ!」（1986年、ANB / 東映）
- あぶない刑事シリーズ（NTV / セントラル・アーツ） - 長尾礼二郎
  - あぶない刑事 第10話「激突」（1986年）
  - もっとあぶない刑事 第2話「攻防」（1988年）
- あきれた刑事 第18話（1987年、NTV / セントラル・アーツ） - 矢田商会社長
- 若大将天下ご免!（1987年、ANB / 東映）
  - 第12話「命を上げよう、妹よ!」 - 浅岩隼人正
  - 第24話「初恋捜し上州路!」 - 松井田の五郎蔵
- 三匹が斬る!（ANB / 東映）
  - 三匹が斬る! 第8話「父恋の、凧空に舞い草枕」（1987年） - 岡田主膳
  - 続・三匹が斬る! 第6話「御神水、飲んで飲まれて悪徳商売」（1989年） - 捨吉
  - 続続・三匹が斬る! 第16話「お茶壺が女を泣かす鬼街道」（1990年） - 不破四郎兵衛
  - また又・三匹が斬る! 第8話「寅の刻、お相手申す秘伝胡蝶流」（1991年） - 松永采女
  - 新・三匹が斬る!
    - 第13話「松島や、義賊に惚れた花一輪」（1992年） - 原田監物
    - 第21話「出雲崎、嘘を並べて唐丸破り」（1993年） - 尾形庄太夫

  - ニュー・三匹が斬る! 第3話「拝領の、お鷹で儲ける悪い奴」（1994年）
- 火曜サスペンス劇場（NTV）
  - 偽りの未亡人（1983年10月18日）（東宝） - 金子
  - 女監察医・室生亜季子（東映）
    - 第2作「遺された眼」（1987年） - 南宗吉
    - 第7作「もう一つの指紋」（1989年） - 署長
    - 第18作「時効ナシ」（1995年） - 矢沢吉平

  - おかしな夫婦 第2作「雪の諏訪湖山中ケモノ道」（1996年、東映）
  - 女弁護士・高林鮎子 第19作「寝台特急 北斗星の女」（1999年、東映） - 染谷光生
- 名奉行 遠山の金さん（ANB / 東映）
  - 第1シリーズ 第13話「消えた美女たち」（1988年） - 鳴海屋清蔵
  - 第2シリーズ 第7話「暗闇に一輪桜小僧」（1989年） - 蓑屋藤十郎 ※深江章吾名義
  - 第4シリーズ 第11話「殺人者は振り袖の美女」（1992年） - 永代の喜代蔵
  - 第5シリーズ 第11話「公金を横領した武士の妻」（1993年） - 赤不動の伝蔵
  - 第6シリーズ 第6話「必殺世直し人の娘」（1994年） - 天竜の武助
- 鬼平犯科帳 第1シリーズ　第8話「さむらい松五郎」（1989年、CX / 松竹） - ろくろ首の藤七
- 八百八町夢日記 第1シリーズ 第29話「次郎吉花火」（1990年、NTV / ユニオン映画） - 望月大学
- はぐれ刑事純情派 第3シリーズ 第25話「南房総恋歌綴り 安浦刑事の初仲人」（1990年、ANB / 東映） - 相川健吉
- 月影兵庫あばれ旅 第2シリーズ 第3話「天中殺! 美人女房に迫る罠」（1990年、TX / 松竹） - 元木大膳
- 裸の大将 第43話「清がサーカスにやってきた」（1990年、関西テレビ / 東阪企画） - 吉
- 鞍馬天狗 第10話「娘に捧げる最後の捕縄」（1990年、TX / 松竹） - 仁助
- 12時間超ワイドドラマ / 次郎長三国志（1991年、TX / 松竹） - 寺津の間之助
- あばれ八州御用旅 第2シリーズ 第12話「三吉馬子唄 なみだ唄」（1991年、TX / ユニオン映画） - 石垣頼母
- 月曜ドラマスペシャル / 忠治旅日記 （1992年、TBS） - 般若の九兵衛
- 裏刑事-URADEKA- 第6話「デートクラブ・黒い疑惑」（1992年、ABC / 松竹）
- 俺たちルーキーコップ 第7話「大波乱」（1992年、TBS / セントラル・アーツ）
- お助け同心が行く! 第10話「汚れた友情」（1993年、TX / G・カンパニー） - 鳴海屋
- 闇を斬る!大江戸犯科帳 第13話「捨て猫を拾う男」（1993年、NTV / ユニオン映画） - 松倉出雲守
- 銭形平次 第4シリーズ 第8話「百鬼夜行」（1994年、CX） - 七兵衛
- 江戸の用心棒 第10話「当たり千両富くじ娘」（1994年、NTV / ユニオン映画） - 新井兼継
- 熱血!周作がゆく 第7話「破門! 無礼打ちの謎!?」（2000年、ANB / 東映） - 湊屋徳兵衛
- 金曜エンタテイメント / おふくろシリーズ 第17作「おふくろのお節介」（2001年、CX / 東映）

### オリジナルビデオ
- 狂犬 Mad Dog（1994年、東映ビデオ）
- 江戸むらさき特急（1995年、アミューズビデオ）
- 平成残侠伝 血刃が吼える!（1998年、東映ビデオ）
- 新・第三の極道 腐敗官僚VS裏盃の軍団（1998年、ミュージアム）
- 横浜暗黒街 華炎（2008年、ミュージアム）
- 横浜暗黒街2 侠華（2008年、ミュージアム）

### 舞台
- 三月堺正章公演「大江戸職人ばなし恋・高らか太鼓」（1997年、明治座）
- 天保ねずみ伝 ～鼠小僧と呼ばれた男～（1997年、明治座）
- 付き馬屋おえん ～女郎蜘蛛は嗤う～（1997年、明治座）
- 東京宝塚劇場5月特別公演「金時きつね」（1997年） - 北原
- 東京宝塚劇場10月特別公演「菊がさね 中節の女菊村利恵治一代記」（1997年） - 加藤高明
- 帝劇9月特別公演「喜劇 売らいでか!」（2000年） - 石上三之助
- 帝劇創立90周年記念公演「質屋の女房」（2001年） - 幾野留蔵
- 芸術座公演 おもしろい女（2004年） - 飯塚大佐

### バラエティ
- 新伍のお待ちどおさま（TBS）

### その他
- ラブラブショー